# Sadowiec-Wieś
Sadowiec-Wieś – wieś w Polsce położona w województwie łódzkim, w powiecie pajęczańskim, w gminie Działoszyn.
Nazwę miejscowości z Sadowiec na Sadowiec-Wieś zmieniono 1.01.2021 r.
W latach 1975–1998 miejscowość administracyjnie należała do województwa sieradzkiego.